# Dushk
Dushk è una frazione del comune di Lushnjë in Albania (prefettura di Fier).
Fino alla riforma amministrativa del 2015 era comune autonomo, dopo la riforma è stato accorpato, insieme agli ex-comuni di Allkaj, Ballagat, Bubullimë, Fier-Shegan, Golem, Hysgjokaj, Karbunarë, Kolonjë e Krutje a costituire la municipalità di Lushnjë.
Gilbert Taullahu

## Località
Il comune era formato dall'insieme delle seguenti località:
- Gramsh
- Dushk
- Konjat
- Zham fshat
- Dushk i Madh
- Zham Sektor
- Thanasa